# 格雷戈尔·富奇卡
格雷戈尔·富奇卡（1971年8月7日—），意大利男子篮球运动员。他曾代表意大利参加1998年国际篮联世界锦标赛和2000年夏季奥林匹克运动会。